# شارل هرمان ليون
شارل هرمان ليون هو رسام فرنسي ولد في 23 يوليو 1838 وتوفي في 31 ديسمبر 1907 أو الأول من يناير 1908.
كان تشارلز هيرمان ليون أحد طلاب فيليب روسو (1816-1887)، وقد ظهر لأول مرة في صالون عام 1861. وكان في الأساس رسامًا للحيوانات. حصل على وسام جوقة الشرف في عام 1897.